# Primeira República do Turquestão Oriental

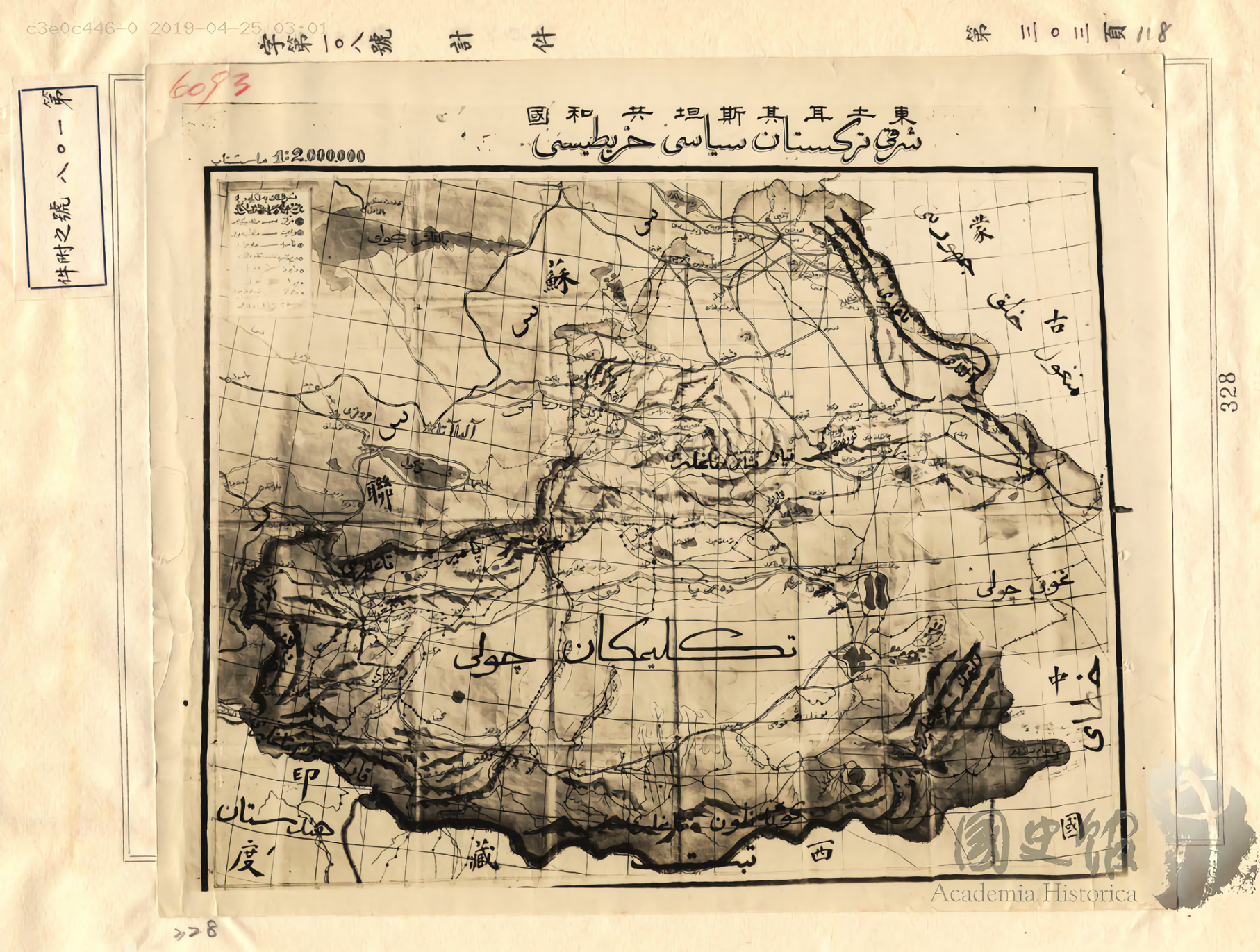
Mapa Político da República do Turquestão Oriental em 1947

A Primeira República do Turquestão Oriental (RTO), ou República Islâmica Turca do Turquestão Oriental (RITTO), ou República do Uiguristão, foi uma república islâmica separatista de curta duração fundada em 1933. Foi centrada na cidade de Cascar, no atual Sinquião, região administrada pela República Popular da China. Embora derivado principalmente de aspirações separatistas, nacionalistas e islâmicas das populações uigures da região, a República do Turquestão Oriental era multi-étnica, incluindo cazaques, quirguizes, turcos e outras minorias em seu governo e seu povo.
Com o saque de Cascar em 1934, pelos senhores da guerra Hui, teoricamente aliados com governo do Kuomintang em Nanjing, a Primeira República do Turquestão Oriental foi completamente eliminada. Seu exemplo, entretanto, serviu em certa medida como a inspiração para a criação de uma Segunda República do Turquestão Oriental uma década mais tarde, e continua a influenciar o apoio ao nacionalismo moderno dos uigures para a criação de um Estado independente no Turquestão Oriental. Isa Alptekin foi o Secretário-Geral da Primeira República do Turquestão Oriental.
Devido a sua independência ocorreram as batalhas de Aksu, Sekes Tash, Cascar, Toksun e Yangi Hissar.

## Ver Também
- Segunda República do Turquestão Oriental
- Movimento para a independência do Turquestão Oriental